# Saint-Quentin-la-Poterie
Saint-Quentin-la-Poterie – miejscowość i gmina we Francji, w regionie Oksytania, w departamencie Gard.
Według danych na rok 1990 gminę zamieszkiwało 2290 osób, a gęstość zaludnienia wynosiła 95 osób/km² (wśród 1545 gmin Langwedocji-Roussillon Saint-Quentin-la-Poterie plasuje się na 164. miejscu pod względem liczby ludności, natomiast pod względem powierzchni na miejscu 291.).
Nazwa miejscowości pochodzi od św. Kwintyna.